# Verwaltungsgemeinschaft
Una Verwaltungsgemeinschaft (en plural: Verwaltungsgemeinschaften, traducible por asociación municipal) es una entidad administrativa de derecho público, un tipo de mancomunidad de servicios, que forma parte de la organización de algunos estados federados alemanes como Baden-Wurtemberg, Baviera, Turingia, Sajonia o Sajonia-Anhalt.
Las Verwaltungsgemeinschaften están formadas por municipios de un mismo distrito, disponen de una sede política y de un presidente con un título que depende del estado. La corporación asume determinadas funciones y las ejerce para todos los municipios miembros de la mancomunidad. Los municipios no pierden su independencia, solo transfieren ciertas funciones a la mancomunidad. Los nombres de las mancomunidades suelen hacer referencia a algún elemento natural de su entorno.
Entre las atribuciones de las Verwaltungsgemeinschaften se encuentran el alcantarillado, la administración financiera, la gestión de los cementerios o los bomberos. También se pueden hacer cargo de las escuelas de educación primaria, del mantenimiento de las carreteras locales, del turismo u otras funciones que puedan ser transferidas.
En el estado de Turingia, además de la formación de Verwaltungsgemeinschaften, es posible que los municipios pequeños transfieran la gestión de algunas funciones a un municipio vecino de tamaño mayor, de forma que el municipio grande actúa como una Verwaltungsgemeinschaft respecto del pequeño. En este caso el municipio que gestiona las funciones recibe el nombre de Erfüllende Gemeinde.